# Merionoeda atricollis
Merionoeda atricollis là một loài bọ cánh cứng trong họ Cerambycidae.